# Shaboozey
Collins Obinna Chibueze (9 mei 1995), bekend als Shaboozey, is een Amerikaanse rapper en singer-songwriter.

## Biografie
Als kind van Nigeriaanse ouders werd Chibueze geboren in het noorden van Virginia. Zijn artiestenaam is een bewerking van zijn achternaam.
De Amerikaan startte in 2014 een eigen productiehuis. Datzelfde jaar kwam zijn eerste single uit. In 2017 tekende hij een contract bij Republic Records, dat een jaar later zijn debuutalbum uitbracht. In 2018 was Chibueze eveneens te horen op de soundtrack van Spider-Man: Into the Spider-Verse.
Bij platenlabel Empire bracht Chibueze in 2022 zijn tweede album uit. In 2024 werkte hij mee aan twee nummers van het album Cowboy Carter van Beyoncé.
Datzelfde jaar werd zijn single A Bar Song (Tipsy) een nummer 1-hit in onder meer Canada, Zweden, Ierland, Australië en Vlaanderen. Het nummer bereikte ook de toppositie in de artiest zijn thuisland, zowel van de Billboard Hot 100 als van Hot Country Songs. Negentien weken lang behield het nummer de toppositie van de Billboard Hot 100, wat geen enkel ander lied dat jaar deed. De duur van deze piek maakte het op dat moment zelfs de langste nummer 1-notering van de Billboard Hot 100 van het decennium. Sinds het bestaan van de hitlijst, heeft enkel Old Town Road (2019) van Lil Nas X en Billy Ray Cyrus even lang de lijst aangevoerd.  Niet eerder stond een nummer zonder begeleidende artiesten negentien weken bovenaan deze hitparade. Toen het lied de lijst van Hot Country Songs aanvoerde voor 35 weken aaneen, was het eveneens voor het eerst dat een nummer zonder begeleidende artiesten zolang bovenaan deze hitparade stond.
In Nederland kwam het lied tot de tweede plek van de Top 40. Chibueze ontving in 2024 People's Choice Country Awards in de categorieën 'Beste nieuwe artiest' en 'Beste liedje van een nieuwe artiest', voor A Bar Song (Tipsy). Dit nummer verscheen ook op het album Where I've Been, Isn't Where I'm Going, dat reikte tot de vijfde plek van de albumhitlijst Billboard 200. Bij de 67e Grammy Awards was Chibueze genomineerd in zes categorieën. Echter, in geen van de categorieën kwam hij als winnaar uit de bus.
In maart 2025 deed Chibueze met zijn Europese Where I’ve Been, Isn’t Where I’m Going-tour Paradiso aan. Diezelfde maand kreeg hij voor A Bar Song (Tipsy) een Qmusic Top 40 Award. Niet veel later scoorde hij zijn tweede hit in het Nederlandse taalgebied met Blink Twice, een samenwerking met Myles Smith.

## Hitnoteringen

### Singles
| Single met eventuele hitnotering(en) in de Nederlandse Top 40 | Datum van verschijnen | Datum van binnenkomst | Hoogste positie | Aantal weken | Opmerkingen                   |
| ------------------------------------------------------------- | --------------------- | --------------------- | --------------- | ------------ | ----------------------------- |
| A Bar Song (Tipsy)                                            | 2024                  | 18-05-2024            | 2               | 35           |                               |
| Good News                                                     | 2024                  |                       | Tip19           |              |                               |
| Blink Twice                                                   | 2025                  | 03-05-2025            | 20              | 15           | met Myles Smith / Alarmschijf |

## Albums
- 2018: Lady Wrangler
- 2022: Cowboys Live Forever, Outlaws Never Die
- 2024: Where I've Been, Isn't Where I'm Going